# Estat sobirà d'Antioquia

L'escut de 1812-1816 segons una reconstrucció de 1912

L'Estat sobirà d'Antioquia fou un estat independent, que ràpidament es va integrar a la Confederació de les Províncies Unides. El va formar l'antiga província espanyola d'Antioquia. Més tard fou un estat federat dins de Nova Granada (Colòmbia). La capital fou la ciutat d'Antioquia (1810-1814), i després Río Negro (o Rionegro).

## Història

### Fundació de l'estat
Antioquia fou part de l'audiència de Santa Fe de Bogotà (creada el 1549) que el 1564 va esdevenir Audiència i Presidència depenent del virregnat de Nova Castella. Dins d'aquesta Audiència-Presidència es va integrar dins la governació de Popayán, i el 1576 fou convertida en governació separada. El 1717 va formar part del nou virregnat de Nova Granada, suprimit el 1723 (tornant a formar Audiència del virregnat de Nova Castella o Perú) i restaurat el 1739, formant Antioquia una de les províncies.
El 1810 el virregnat de Nova Granada estava format per les següents províncies: Veragua, Panamà, Antioquia, Cartagena, Casanare, Mariquita, Pamplona, Citará, Popayán, Santa Fe, Tunja, Santa Marta, Río Hacha, El Socorro i Neiva. A banda de Santa Fe, en altres 15 llocs de la Nova Granada es van establir Juntes Supremes de govern en esclatar el crit revolucionari. Entre aquestes juntes hi havia la d'Antioquia presidida per Francisco de Ayala, i cal esmentar també la de Cali (Joaquín de Caizedo y Cuero), la de Cartagena (José María García de Toledo), la de Mompox (José María Salazar i José María Gutiérrez de Caviedes), la de Neiva (José Domingo Falla), la de Pamplona (Domingo Tomás de Burgos), la de Popayán (Miguel Tacón, substituït ràpidament per Joaquín de Caizedo y Cuero), la de Santa Marta (Víctor de Salcedo), la de El Socorro (José Lorenzo Plata), la de Sogamoso (Domingo José Benítez), la de Tunja (Juan Agustín de la Rocha), la de Nóvita (Miguel Antonio Moreno), la de Mariquita (Francisco de Mesa y Armero), la de Girón (Eloy Valenzuela) i la de Citará (José María Valencia). D'aquestes juntes la de Santa Marta tenia majoria espanyolista; la de Popayán inicialment era favorable a Espanya però després es va imposar la tendència independentista que havia triomfat a Cali; a Girón, Eloy Valenzuela, encara que crioll, era realista. Veragua, Panamà i Río Hacha van romandre sota domini espanyol.
La Junta d'Antioquia es va instal·lar el 30 d'agost de 1810 amb representants d'Antioquia, Río Negro, Medellín i Marinilla; la Junta va afavorir un govern federal, lleial a Ferran VII.
Juan Elias López Tagle fou l'ànima de la junta i el governador Francisco de Ayala el president (1 de setembre de 1810), però al defensar posicions reialistes, va renunciar el 17 de febrer de 1811 i se'n va anar a Panamà. El 27 de juny de 1811 es va promulgar la primera Constitució, que roman l'arxiu històric d'Antioquia (fons de governació, sèrie independència, volum 818, número 12864 folis 97 al 106), que convertia virtualment el país en estat sobirà, però deixava la porta oberta a un futur reconeixement de Ferran VII.
El 22 d'agost de 1811 l'estat es va aliar a Cundinamarca. L'1 d'octubre de 1811 es va decantar cap a l'establiment d'una Federació, entrant com a president el dia 11 José Antonio Gómez Londoño. El 17 o 27 de novembre de 1811 es va crear el govern federal de les Províncies Unides de Nova Granada al que es va afiliar Antioquia el 29 de desembre de 1811. Les províncies de Citará i Nóvita es van unir en una sola província anomenada El Choco, i van començar a negociar la seva unió a Antioquia.
Formaven les Províncies Unides els estats següents:
- Antioquia.
- Cartagena
- Cundinamarca
- El Socorro
- Mariquita
- Mompox
- Neiva
- Pamplona
- Popayán
- Tunja
- Casanare
- Citará
- Nóvita

Tots aquests estats eren antigues províncies, menys Mompox, que va sorgir com a reacció al predomini de Cartagena, i a la que les autoritats d'aquesta província no van poder controlar.
La nova Constitució de l'estat es va proclamar a Rionegro el 21 de març de 1812. Les Províncies Unides van formar un govern el 4 d'octubre de 1812, al que l'estat d'Antioquia va transferir poders el 10 de novembre de 1812 però es va reservar la sobirania de govern intern i la facultat de legislar. El 31 de juliol de 1813 l'espanyol Samano reconquerí Popayán i davant aquesta amenaça, Antioquia va proclamar l'absoluta separació d'Espanya l'11 d'agost de 1813; l'acta formal fou signada el 24 d'agost de 1813.
Quasi tots els estats van acabar entregant-se a un dictador, entre ells, a Antioquia, el momposí Juan del Corral (30 de juliol de 1813) dirigent de les milícies de l'estat.

### Final de l'estat sobirà
José María Valencia, president de Citará, va anunciar que no podia acabar les converses per la unió de El Choco a Antioquia degut als pactes que existien amb la província de Nóvita però va oferir seguir els contactes. Corral fou reelegit el 5 de novembre de 1813 i va traslladar la seva seu d'Antioquia a Río Negro, amb l'oposició de l'antiga capital i de Medellín que també volia ser seu del govern.
El 7 de febrer de 1814 Antioquia va jurar fidelitat al Congrés de les Províncies Unides. Les negociacions amb Citará van acabar sense èxit el 16 de febrer de 1814. El 8 de març de 1814 fou votada una nova constitució. Del Corral va morir a Río Negro el 7 d'abril de 1814 i va assolir la presidència interina el prevere José Miguel de la Calle. El 20 d'abril de 1814 fou decretada la llibertat dels esclaus com havia demanat Del Corral. El 8 de maig de 1814 el brigadier Dionisio Sánchez de Tejada fou nomenat president.
La Constitució de 10 de juliol de 1815 establí que l'estat era part de les Províncies Unides. El 18 de febrer de 1816 l'espanyol Sánchez Lima derrotà els antioquens i va entrar a la ciutat d'Antioquia. El 22 de març de 1816 els espanyols es van imposar a Ceja Alta de Cancan (avui Yolombo) i van ocupar Medellín. El 28 de març de 1816 Sánchez de Tejada sortí de l'estat d'Antioquia vers Popayán (i serà capturat i executat). El 5 d'abril de 1816 el general Francisco Warleta va assumir el govern provincial en nom d'Espanya
Aquest període és conegut a la història de Colòmbia com el de la República Boba.

### Governants
- Francisco de Ayala Gudiño Medina y Calderón, president de la Junta Suprema, 1 de setembre de 1810 a 17 de febrer de 1811
- Juan Elías López Tagle y Madariaga, president interí del 17 de febrer de 1811 a 27 de juliol, i president provisional de l'estat del 27 al 29 de juliol de 1811
- José María Montoya Duque, president de l'estat del 29 de juliol de 1811 a l'octubre de 1811
- José Antonio Gómez Londoño, president de l'estat de l'octubre de 1811 a l'octubre de 1812
- José Miguel de Restrepo y Puerta, president de l'estat de l'octubre de 1812 al 30 de juliol de 1813
- Juan Bautista Antonio María del Corral y Alonso Carriazo, president i dictador de l'estat del 30 de juliol de 1813 al 7 d'abril de 1814
- José Miguel de la Calle Vélez, president interí del 15 d'abril de 1814 al maig de 1814
- Dionisio Sánchez de Tejada y Nieto, president de l'estat del maig al juliol de 1814

### L'estat alseglexix
El 1819 va formar part de la República de Nova Granada i el 1831 de l'estat de Nova Granada dins la Gran Colòmbia, que va existir fins al 1843. Va ser restablert com estat sobirà dins la Confederació Granadina formada el maig del 1856 amb vuit estats sobirans: Antioquía, Bolívar, Boyacá, Cauca, Cundinamarca, Istmo (Panama), Magdalena i Santander.
L'estat sobirà d'Antioquia es va crear l'11 de juny de 1856. Nova Granada es va dividir amb una estructura federalista que va portar aviat a guerres civils: l'estat del Cauca (general Tomás Cipriano Mosquera) contra el govern federal; Mosquera va triomfar el 1860 i va assolir la presidència i el 1861 es van establir els Estats Units de Nova Granada (Congrés de Bogotà el 18 de juliol de 1861), amb la constitució de Ríonegro que va accentuar la sobirania dels estats Antioquia, com d'altres estats, havia de modificar lleugerament l'escut i bandera al canviar la inscripció a "Estados Unidos de Nueva Granada", però el 20 de setembre de 1861 el nom oficial fou canviat als Estats Units de Colòmbia, i és possible que el petit canvi de juliol a setembre de 1861 no tingués mai reflex real a les banderes en ús a l'època.
El régim federal es va acabar després d'una guerra civil el 1886. La constitució unitària va entrar en vigència el mateix 1886.

## Símbols

Bandera de l'estat 1811
Bandera de l'estat 1856-1861
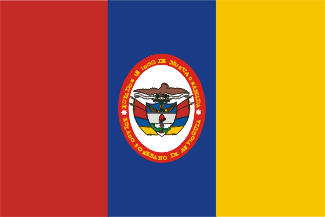
Bandera teòrica de l'estat de juliol a setembre de 1861
Bandera de l'estat 1861-1886

Escut de l'estat 1812
Escut de l'estat 1858-1861
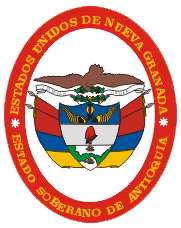
Escut teòric de l'estat juliol a setembre de 1861
Escut de l'estat 1861-1886

El segell de l'Estat fou adoptat pel Suprem poder legislatiu el 2 de setembre de 1811 i fou utilitzat per segellar la independència l'11 d'agost de 1813. Aquest segell era circular amb una inscripció a la part exterior vorejada per un segon cercle, que deia: "Repvblyca del estado lybre yndependyente de Antyoqvya" o "Fe pvblyca del estado lybre yndependyente de Antyoqvya" (lectura incerta). El cercle interior es dividia en dos parts: dos terços de l'altura estaven dividits en quatre parts (un corb en un arbre, part de l'escut de l'Antioquia colonial; torre, part de l'escut de Medellín; lleó, part de l'escut de Riónegro; i mans creuades, part de l'escut de Marinilla); el terç inferior tenia unes branques creuades i al damunt les lletres RZCBYC, que corresponen a Remedios, Zaragoza, Cáceres, San Bartolomé, Yolombo, i Cancán.
L'escut nacional fou establert el 23 d'agost de 1812. Fins al 1912 no es va reconstruir l'oblidat escut adoptat per l'estat sobirà cent anys abans. L'escut apareix descrit així: "una matrona vestida i adornada a l'estil indi, asseguda en un plataner i una palmera, i inclinada al peu d'un turó d'or, amb un riu cabalós als seus peus, portant encasquetat en una actitud airosa la gorra de la llibertat". La reconstrucció es mostra a la sala del consell municipal de Santa Fe de Antioquia.
No s'ha trobat cap document que faci referència a una bandera o escarapel·la de l'estat, i es pot suposar la utilització de la bandera federal sorgida a Cartagena.